# Gavarhal, Yelbarga
Gavarhal là một làng thuộc tehsil Yelbarga, huyện Koppal, bang Karnataka, Ấn Độ.